# 亨利-亚历山大·瓦隆
亨利-亚历山大·瓦隆（法語：Henri-Alexandre Wallon，1812年12月23日—1904年11月13日），是法国历史学家、政治家，他对创建第三共和国宪法的决定性贡献使他被誉为「共和国之父」。他是心理学家亨利·瓦隆的祖父。

## 生平
瓦隆于1812年12月23日出生在第一帝国时期的北部省瓦朗谢讷，他立志投身于文学事业后于1840年在弗朗索瓦·基佐的资助下成为巴黎高等师范学院的教授，又于1846年补任为法兰西文学院教授。在第二帝国统治下，他完全退出了政治生活，坚守他作为一名共和派人士的立场并专注于从事着历史领域的写作。
普法战争结束后他重返政坛，1871年瓦隆在北部省选举中当选国民议会议员，此后便积极参与议会的立法事务，由于当时议会中正统派、奥尔良派与波拿巴派三个保王党阵营彼此对于君主的人选相持不下，瓦隆最终得以在1875年提出了「瓦隆修正案」并以一票优势获得议会通过，这也标志着法国的共和体制自此正式确立。瓦隆在1875年12月被国民议会选为法国终身参议员，其后他还担任了公共教育部长，并进行了许多有益的改革，但他的观点对于议会的多数激进派议员来说显得过于保守。他于1876年5月辞去内阁职务后便再度回归历史领域的研究工作，在这一时期他曾任法兰西文学院院长并创作了四部比较重要的作品：
- 《La Terreur》 (1873)
- 《Histoire du tribunal révolutionnaire de Paris avec le journal de ses actes》 (1880–1882)
- 《La Révolution du 31 mai et le fédéralisme en 1793》 (1886)
- 《Les Représentants du peuple en mission et la justice révolutionnaire dans les départements》 (1880–1890)

除此之外，他还在《学者杂志》上发表了许多文章；多年来，他在关于法兰西文学院的回忆录里集中撰写了该学院的历史。瓦隆于1904年11月13日去世，享寿91岁；他被安葬在巴黎的蒙帕纳斯公墓。